# Arsenios von Alexandria
Arsenios († Juli 1010) war melkitischer Patriarch von Alexandria (1000–1010).

## Leben
Seine Schwester war eine Konkubine des fatimidischen Kalifen al-ʿAzīz und Mutter des späteren Kalifen al-Hakim. Als solche hatte sie beträchtlichen Einfluss auf die Politik. Im Jahre 986 wurde, wohl auf ihr Betreiben, ihr Bruder Orestes zum Patriarchen von Jerusalem erhoben, Arsenios zum Metropoliten von Mizr und Kairo. 
1000 wurde Arsenios zum Patriarchen von Alexandria erhoben. 1005 verwaltete er nach dem Tod von Orestes auch den vakanten Sitz von Jerusalem mit. Arsenios stand damit allein der gesamten orthodoxen Kirche im Kalifat von al-Aziz vor. Er residierte jedoch nicht in Alexandria, sondern in der Nähe des Hofes, häufig im Kloster Deir al-Qazir (dem „Kloster des Zwerges“) nahe Kairo. Arsenios verwendete seinen Einfluss bei Hofe zur Stärkung der orthodoxen Griechen auf Kosten der Koptischen Kirche. In seine Zeit fallen aber auch die Zerstörungen zahlreicher Kirchen unter al-Hakim, so zum Beispiel der Grabeskirche in Jerusalem. 
Im Jahre 1010 schließlich wurde auch Deir al-Qazir Opfer der Zerstörungswelle. Auch wenn al-Hakim befohlen haben soll, die Schändungen zu stoppen, wurde Arsenios im Juli des Jahres hingerichtet.